# Kränkung
Eine Kränkung, veraltet auch Mortifikation, ist die tatsächliche oder vermeintliche Verletzung eines Menschen in seiner Ehre, seinen Werten, seinen Gefühlen, insbesondere seiner Selbstachtung.
Johann Christoph Adelung bezeichnete in seinem Grammatisch-kritischen Wörterbuch der Hochdeutschen Mundart 1796 die Kränkung als „Ärgerniß mit Traurigkeit verbunden.“ Als wissenschaftlich verwendeter Ausdruck in der Psychologie bezeichnet sie eine Verwundung der seelisch-psychischen Integrität, Sigmund Freud sah die narzisstische Kränkung als Selbstwertkränkung infolge einer Zurückweisung. Was kränkt macht krank.
Ein Beispiel einer Kränkung kann bereits das Nichterwidern eines Grußes sein, ob beabsichtigt oder nicht. Vergleiche Friedrich Schillers frühes Gedicht An Minna (1782): „Meine Minna geht vorüber? | Meine Minna kennt mich nicht?“ mit anschließender vielstrophiger Gefühlsentwicklung. Reinhard Haller beschreibt Gekränkte als „zu furchtbaren Racheakten fähig“. Kränkungen würden zudem bei Suchtpatienten eine wichtige Rolle spielen. Besonders anfällig seien auch „hypersensible Menschen, von denen es heute immer mehr gibt. Aber auch Narzissten, denn diese Menschen können mit Kritik überhaupt nicht umgehen.“